# Moments (Lied)
Moments ist ein Lied der schwedischen Sängerin und Songwriterin Tove Lo. Am 27. Oktober 2015 wurde der Song als vierte und letzte Singleauskopplung aus ihrem ersten Album Queen of the Clouds unter dem Label Republic Records veröffentlicht. Geschrieben wurde der Song von Lo und produziert von Mattman & Robin. Es ist ein Synthpop Song mit Elementen aus dem Elektropop.

## Musikvideo
Ein Musikvideo für Moments wurde von Tim Erem gedreht und wurde am 2. Oktober 2015 veröffentlicht. Natalie Weiner von Billboard schrieb über das Video, dass es eine wilde Nacht von Tove Lo zeigt, während sie über ihre liebenswerten Unvollkommenheiten singt.

## Veröffentlichung
| Region             | Datum              | Format                  | Label                           |       |
| ------------------ | ------------------ | ----------------------- | ------------------------------- | ----- |
| Weltweit           | 16. September 2014 | Download (Promo-Single) | Universal Music                 | [ 2 ] |
| Deutschland        | 20. November 2015  | Download                | Island Records, Universal Music | [ 3 ] |
| Vereinigte Staaten | 4. März 2016       | The Remixes (Download)  | Universal Music                 | [ 4 ] |